# Capella Davídica
La Capella Davídica és el cor de la Catedral de Menorca, fundat l'any 1944 a Ciutadella de Menorca, essent el seu primer director el prevere Gabriel Salord i Marquès. Músic, pedagog i compositor, va aconseguir reunir un excel·lent grup coral de veus mixtes que l'any 1950 es presentà a l'Auditori de Palma on obtingué un sorprenent i espectacular èxit, tant de crítica com de públic.
Entre l'any 1967 i 1995 dirigí el cor el prevere Guillem Coll Allès amb qui la Capella es va convertir en ambaixadora cultural menorquina arreu de les Illes Balears i Espanya, en concerts a Sevilla, Barcelona i Madrid i també a Itàlia, Alemanya i Florida (Estats Units). Al 1995 va prendre la direcció Gabriel Barceló i Martí que va recollir les obres dels seus antecessors i innovà introduint autors contemporanis en el seu repertori, com Karl Jenkins, Duke Ellington o Salvador Brotons. Amb ell, la Capella compta amb tres enregistraments: Gallia de Gounod, Les set paraules de Crist de Dubois i una col·laboració en el CD del baríton Joan Pons “Cançons i amics”. Des de setembre de 2014 la directora és Isabel Juaneda amb qui el cor ha celebrat el seu 70è aniversari i amb qui la Capella segueix donant continuïtat a les seves intervencions en la litúrgia de la Catedral de Menorca i en els tradicionals concerts de Nadal i Pasqua a la seva seu, l'església del Socors de Ciutadella, destacant les seves darreres interpretacions del Requiem de Duruflé, les Set darreres paraules de Crist de J. Haydn, els Valsos amorosos op. 52 de J. Brahms i Carmina Burana de C. Orff.
El cor ha actuat amb l'Orquestra Simfònica de Barcelona i amb la Nacional de Catalunya, amb l'Orquestra Simfònica de Balears Ciutat de Palma i cantat sota la direcció de Philippe Bender, Kemal Khan, Alfons Reverté, Enrique Azurza, Fernando Marina, Pablo Mielgo, Salvador Brotons i Antoni Ros Marbà entre d'altres. Ha cantat al Teatre Principal de Maó, a l'Auditorium de Palma, al cicle de concerts de Semana Santa de Madrid, al Palau de la Música Catalana i al Gran Teatre del Liceu en l'homenatge al baríton ciutadellenc Joan Pons.
El seu repertori va des de la polifonia del renaixement espanyol amb obres de Tomás Luís de Victoria fins a obres corals i simfòniques com Gloria de A. Vivaldi, Les set paraules de J. Haydn, Requiem de W. A. Mozart, Valsos amorosos op. 52 de J. Brahms, Requiem de G. Fauré, Requiem de M. Duruflé, Requiem de K. Jenkins, The Armed Man de K. Jenkins, Sacred Concert de Duke Ellington, Magnificat de J. Rutter, Carmina Burana de C. Orff i obres emblemàtiques del cor com són Gallia de Ch.Gounod i Les set paraules de Crist de Th. Dubois.